# Makary Sieradzki
Makary Sieradzki ps. „Romek”, „Stolarski” (ur. 1 stycznia 1900 w Brzezinkach, zm. 28 grudnia 1992 w Warszawie) – polski pedagog, polonista, podporucznik Armii Krajowej, współpracownik rotmistrza Witolda Pileckiego, pracownik Kuratorium Oświaty w Warszawie, skazany w procesie pokazowym „grupy Witolda” na dożywotnie więzienie, więzień polityczny w latach 1947–1956, po uwolnieniu propagator zdrowego trybu życia, jogin. Sprawiedliwy wśród Narodów Świata.

## Życiorys
W okresie dwudziestolecia międzywojennego rozpoczął studia polonistyczne i podjął pracę w kuratorium oświaty okręgu warszawskiego. W okresie marzec 1920 – listopad 1922 odbywał służbę wojskową w formacjach sanitarnych Wojska Polskiego, w stopniu kaprala. Został odznaczony Srebrnym Krzyżem Zasługi. W roku 1928 ożenił się z Heleną Sobczyńską, nauczycielką, z którą posiadał dwóch synów: Jana i Ignacego. Podczas okupacji niemieckiej wstąpił do Tajnej Armii Polskiej, gdzie na początku 1940 przysięgę odbierał od niego Witold Pilecki. W Tajnej Armii Polskiej zajmował się ewidencją broni oraz prowadzeniem nasłuchów radiowych, których treść przekazywał do innych komórek TAP. W wyniku przekształceń organizacji podziemnych został żołnierzem Armii Krajowej w stopniu podporucznika. W czasie okupacji wraz z żoną ukrywali trzy Żydówki, za co w 1991 roku otrzymali tytuł Sprawiedliwy wśród Narodów Świata (nr 4784 na liście Instytutu Jad Waszem). Gdy wybuchło powstanie warszawskie, Makary Sieradzki walczył na Powiślu w plutonie dowodzenia, batalionu „Tum”, Zgrupowania „Kryska”. 17 września 1944 w celu uniknięcia niewoli przepłynął Wisłę, dostając się na jej prawy brzeg.
W październiku 1944 podjął pracę w Inspektoracie Szkolnym Miasta Warszawy, w roku 1945 został Radcą i Zastępcą Naczelnika Wydziału Ogólnego Kuratorium Okręgu Szkolnego Warszawskiego. W 1946 skontaktował się z nim powracający z niewoli w Murnau rtm. Pilecki, proponując odnowienie współpracy konspiracyjnej. Jego zadaniem w grupie Pileckiego było m.in. zbieranie informacji na temat zmian w programie nauczania wprowadzonych przez władze komunistyczne. Ukrywający się pod nazwiskiem Roman Jezierski rtm. Pilecki przebywał wielokrotnie w mieszkaniu Sieradzkich, gdzie zorganizował konspiracyjny lokal kontaktowy. W dniu 6 maja 1947 funkcjonariusze Ministerstwa Bezpieczeństwa Publicznego wtargnęli do mieszkania w Warszawie przy ul. Pańskiej 85 m. 6 i zorganizowali tam „kocioł”. W dniu 8 maja 1947 zostaje tam aresztowany Witold Pilecki.
W dniu 15 marca 1948, po śledztwie i procesie, Makary Sieradzki został skazany na karę dożywotniego więzienia. Współoskarżonymi w procesie byli: Witold Pilecki, Maria Szelągowska, Tadeusz Płużański, Ryszard Jamontt-Krzywicki, Maksymilian Kaucki, Witold Różycki oraz Jerzy Nowakowski. Łącznie w więzieniu spędził 9 lat i 5 dni, z czego 7 dni w piwnicy MBP przy ul. Koszykowej 6 w Warszawie, rok i 5 miesięcy w areszcie śledczym na ul. Rakowieckiej 37, resztę w Więzieniu Karnym we Wronkach, z czego 17 miesięcy w izolatce. Helena Sieradzka została skazana w procesie „odpryskowym” na karę 7 lat więzienia, zmienioną później na 6 lat. Karę odbyła w więzieniu kobiecym w Fordonie. Pozostawiony na wolności młodszy syn Makarego, Ignacy został pozbawiony środków do życia i musiał w wieku 14 lat szukać opieki wśród rodziny i przyjaciół. Utrudniano mu również naukę.
Makary Sieradzki został zwolniony z więzienia w 1956 w wyniku amnestii.
Wraz z żoną Heleną w 1991 został uhonorowany tytułem Sprawiedliwych Wśród Narodów Świata – Sieradzcy ukrywali w czasie okupacji niemieckiej Żydówki, Klarę i Ninę Szapiro. Po 1990 roku przekazali pieniądze – otrzymane jako odszkodowanie za pobyt w komunistycznych więzieniach - na budowę nowego domu w Schronisku dla Niepełnosprawnych w Radwanowicach, będącego placówką macierzystą Fundacji im. Brata Alberta. 
Zginął potrącony przez samochód w 1992 roku. Został pochowany na cmentarzu Powązkowskim w Warszawie (kwatera 142/6/20).

## Pozostałe informacje
Fatalny stan zdrowia po wyjściu z więzienia skłonił go do zostania wegetarianinem oraz do praktykowania jogi. Opisał to w książce Życie bez chorób, będącej rozwinięciem wydanej 10 lat wcześniej pozycji pt. Jak straciłem, jak odzyskałem i jak pielęgnuję zdrowie.

## Galeria

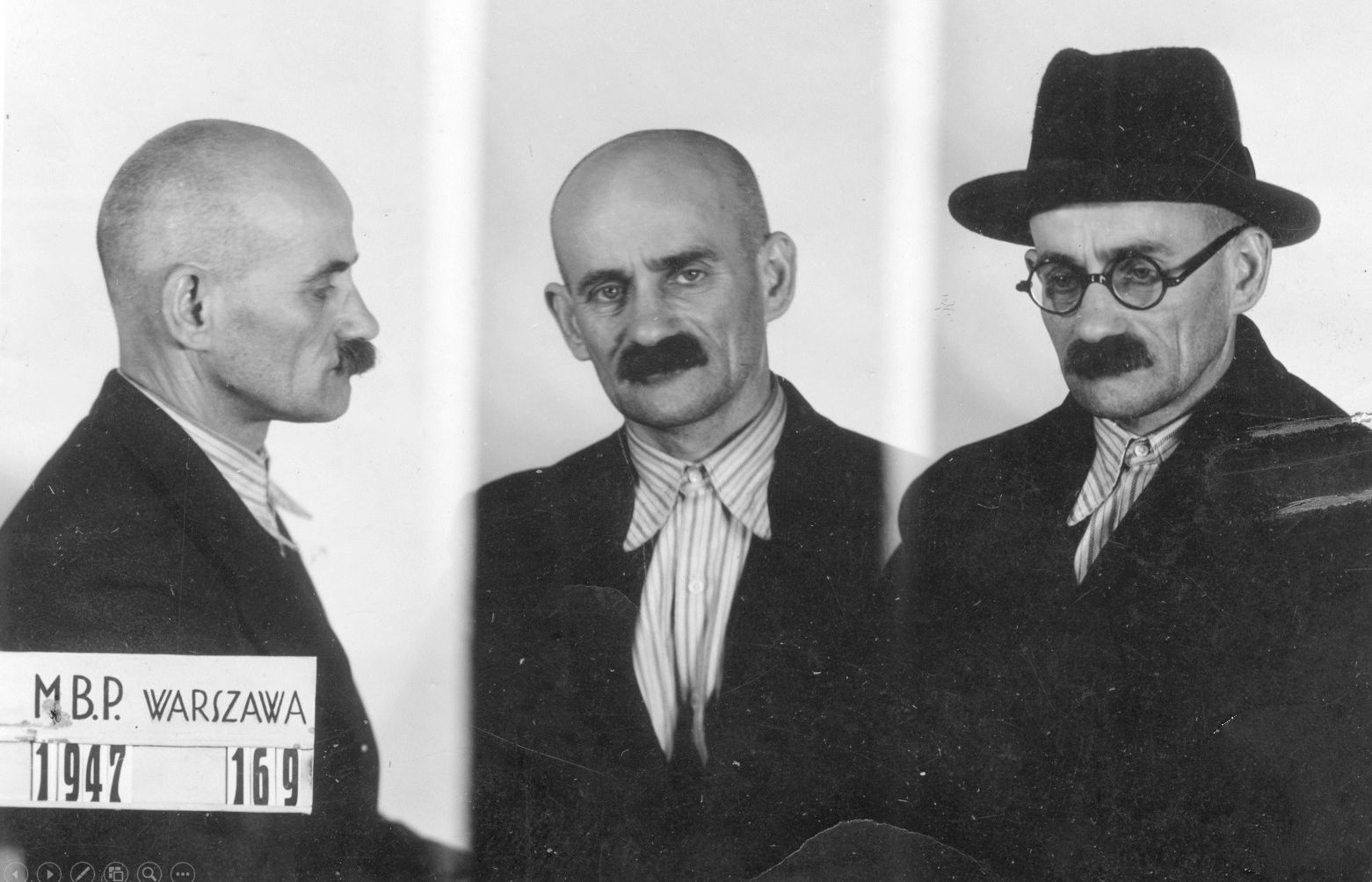
Makary Sieradzki po aresztowaniu przez MBP 1947
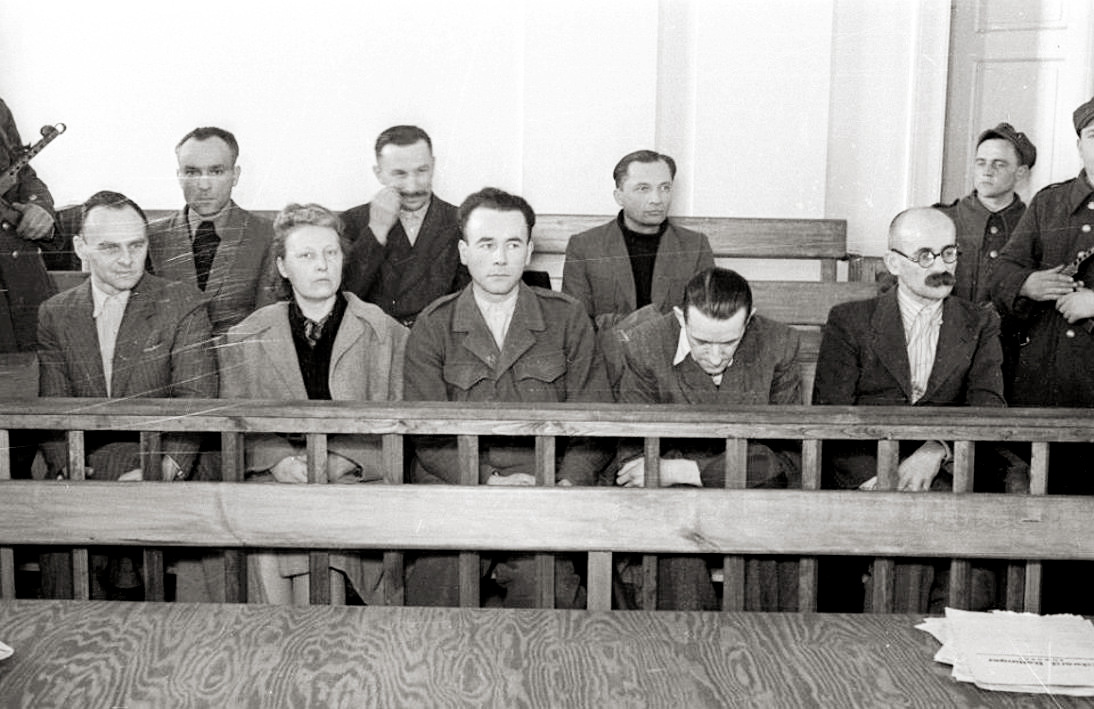
Ława oskarżonych w procesie pokazowym Witolda Pileckiego (marzec 1948). Pierwszy rząd od lewej: Witold Pilecki, Maria Szelągowska, Tadeusz Płużański, Maksymilian Kaucki i Makary Sieradzki. Drugi rząd: Ryszard Jamontt-Krzywicki, Witold Różycki i Jerzy Nowakowski.